# توني ويلسون
توني ويلسون (بالإنجليزية: Tony Wilson)‏ هو كاتب أسترالي، ولد في 1972.

## وصلات خارجية
- الموقع الرسمي